# Dan Zamfirescu
Dan Dumitru Zamfirescu (ur. 1 listopada 1953 w Krajowie) – rumuński ekonomista, funkcjonariusz służb specjalnych i polityk, parlamentarzysta krajowy, eurodeputowany VII kadencji.

## Życiorys
W 1977 ukończył studia na Akademii Studiów Ekonomicznych w Bukareszcie. Przez trzy lata był pracownikiem naukowym w instytutach ekonomicznych. Następnie do 1990 był wojskowym, a w latach 1990–2002 funkcjonariuszem służb specjalnych SRI, po czym przeszedł na emeryturę. W 2002 zaangażował się w działalność Partii Wielkiej Rumunii. W latach 2004–2008 z ramienia tego ugrupowania sprawował mandat posła do Izby Deputowanych.
9 stycznia 2013 objął mandat posła do Parlamentu Europejskiego VII kadencji, zastępując George'a Becaliego. Pozostał europosłem niezrzeszonym.